# Toral de Merayo
Toral de Merayo es una localidad del municipio de Ponferrada, en la comarca de El Bierzo, en la provincia de León, comunidad autónoma de Castilla y León (España). Toral de Merayo pertenece al ayuntamiento ponferradino desde la segunda mitad del siglo XIX, habiendo sido antes municipio independiente.

## Situación
Se encuentra al SO de Ponferrada; al E-NE de Villalibre de la Jurisdicción; al N de Rimor, Orbanajo y Ozuela; al O de San Lorenzo y al S de La Placa.
Toral de Merayo se emplaza en el berciano Valle del Oza, situado en el extremo sur de la comarca del Bierzo. El río Oza, que la baña y de quien toma su nombre, nace en Peñalba de Santiago, para ir serpenteando por el estrecho valle al que da nombre hasta desembocar sus aguas en el Sil en los alrededores de Toral de Merayo, a unos 500 m de altitud.

## Descripción
La población está formada por los barrios de Toral y Merayo, unidos por un puente sobre el Oza de tres ojos (mayor el central), fechado en época bajomedieval (siglos XIV-XV) y reformado en el último tercio del siglo XVIII y en los años 80 del siglo XX.
La arquitectura tradicional está edificada en mampostería de pizarra, esquisto, caliza o de cantos cuarcíticos, con techumbre de lajas de pizarra, características comunes a prácticamente toda la comarca. Así están construidos los edificios más relevantes de la población: los dos hornos comunales que se conservan (de los tres que llegó a tener) y los dos templos en uso que subsisten: la iglesia parroquial de El Salvador, situada en la parte alta de Merayo, obra de finales del siglo XVIII. La fachada y las torres son obra de Manuel Peña y Padura, arquitecto vizcaíno que desarrolló casi toda su carrera en la corte, perteneciente a la escuela del afamado arquitecto Juan de Villanueva, máximo exponente de la arquitectura neoclásica en España. De este estilo es el templo, al igual que el otro edificio religioso de la población, la ermita del Bendito Cristo del Nogaledo (fechada en el primer tercio del siglo XIX). 
Siguiendo con la arquitectura popular, también existen, pero en franca recesión, construcciones realizadas con entramado de cañizo y barro (tapial), modo constructivo utilizado principalmente en construcciones auxiliares o en compartimentaciones interiores. Lamentablemente esta tipología constructiva está condenada a la desaparición (como desparecieron en esta zona las cubiertas vegetales), mal de la arquitectura popular del que adolece todo El Bierzo por una homogeneización y triste simplificación reducida a la piedra en los alzados y pizarra en la techumbre. Sin embargo, no ha mucho tiempo (hasta el desarrollismo que sufrió la comarca con la explotación industrial del carbón -sobre todo- y la pizarra) era corriente, incluso en la montaña, la existencia, e incluso predominancia, de la arquitectura de tierra y paja.
En cuanto al nombre de la población, Toral es un topónimo muy común en la provincia de León (Toral de los Vados, Santibáñez del Toral, Toral de Fondo, Toral de los Guzmanes, Toralino de la Vega...), y su significado hace referencia a prados comunales para pasto de ganado. Merayo ofrece más dificultades en su identificación, sin que se haya dilucidado en la actualidad su significado.

## Historia
Las primeras evidencias de ocupación humana en Toral de Merayo las hallamos en el monte conocido como El Castro, a cuyos pies se acomoda el barrio de Merayo. Se trata de un poblado fortificado en altura, asentamiento tipo de la Edad del Hierro (que en estas latitudes se inscribe entre lo siglos VIII al I antes de Cristo), pero que podría remontarse a los momentos finales de la Edad del Bronce, entre los siglos XIV y VIII antes de nuestra era.
El Castro de Toral de Merayo se halla inserto en tierras del pueblo prerromano de las Astures, que ocupaba la provincia de León, Asturias, el occidente de las provincias de Palencia y Valladolid, oriente de Orense y el norte de Zamora. Los castros astures son poblados fortificados mediante fosos y murallas que protegen el poblado. Así en el castro de Toral se aprecia en su relieve el trazado de la muralla que lo circundaba, así como la presencia de una o incluso dos líneas de fosos.
En el interior de las murallas se encontrarían las viviendas, talleres, almacenes, etc. Las construcciones de habitación astures solían ser cuadrangulares con las esquinas redondeadas, realizadas normalmente con un zócalo de piedra y el resto del alzado realizado con un enramado recubierto con barro, y con la techumbre también realizada con elementos vegetales. Normalmente cada castro dominaba un territorio en su entorno más próximo en el que desarrollarían las actividades de subsistencia: agricultura, ganadería, caza y pesca, además de otras que realizarían dentro del poblado, como la ceramista y la explotación de minerales como el hierro para la fabricación de utensilios de labor y otros complementos cotidianos. La conquista y romanización (aculturación romana) del noroeste de la península ibérica se realiza tras la finalización de las Guerras Cántabras, desarrolladas entre los años 29 y 19 antes de Cristo. En el caso del Castro de Toral, las investigaciones realizadas parecen indicar un origen antiguo dentro de la horquilla cronológica mencionada, y una perduración inicial tras la conquista romana, por lo que podríamos hablar de un emplazamiento que se ocupó durante más de ocho siglos. Pero, seguramente, avanzado el siglo I después de Cristo, queda abandonado.
De época romana hay constancia de varios asentamientos en el territorio de Toral de Merayo. Serían pequeñas explotaciones agrícolas dedicadas al autoabastecimiento y posiblemente también al comercio, en este caso por medio de una calzada romana que atravesaba la población, una vía secundaria que uniría Astorga con Valdeorras, pasando por Las Médulas. El trazado de esta vía se corresponde con el que desde la Edad Media hasta fechas recientes seguía el actualmente llamado Camino de Santiago de Invierno, y el Camino Real entre Ponferrada y Orense, que con la construcción del puente de Villalibre dejaría de pasar por la población.
Con la caída del Imperio romano en el siglo V después de Cristo, se produce un desmantelamiento de las estructuras administrativas y de hábitat que habían dominado la zona, abandonándose o empobreciéndose la mayoría de los asentamientos de importancia existentes. En la zona de Toral de Merayo desconocemos qué sucede a partir de ese momento y durante cinco largos siglos. Posiblemente siga existiendo algún tipo de ocupación en ese periodo, pero seguramente de reducidas dimensiones e importancia. Son esos los siglos en los que primero se sucede la ocupación de los pueblos germánicos en la península, primero los suevos y luego los visigodos en la zona que nos concierne, y posteriormente la ocupación musulmana (año 711), que en estas latitudes apenas tendría relevancia, salvo por el desmantelamiento de las estructuras sociales y administrativas que existiesen.
A partir del siglo IX, el recién nacido Reino de Asturias, comienza la Reconquista de territorios situados al sur de la cordillera Cantábrica, lo que supone la inclusión en sus dominios y administración de gran parte del nornoroeste peninsular, incluyéndose toda la zona del Bierzo. A partir de este dominio de un reino cristiano en la zona (desde finales del siglo IX será el Reino de León), se produce el nacimiento de la mayoría de las poblaciones que hoy conocemos. La primera referencia documental que poseemos de la población es del año 1082, en un documento en el que se menciona Merayo, aunque ya existiría como tal al menos un siglo antes. De estos momentos iniciales se conserva la vieja (en contraposición a la actual de la misma advocación) iglesia de San Salvador, cuyo estilo mozárabe y los resultados de las excavaciones arqueológicas en ella efectuadas establecen su origen en el siglo X, asentándose sobre los restos de un edificio tardorromano. Esta iglesia se localiza en una pequeña loma que se eleva sobre el barrio de Merayo, y a su alrededor se asentaría la población.
Toral era otra población independiente situada al otro lado del río Oza, de la que apenas poseemos datos de los siglos medievales. Posiblemente se encontraría en una zona más elevada que los actuales barrios de Toral y de Las Cabanas, en la zona conocida como Santa Eulalia, hagiotopónimo que hace referencia a la iglesia parroquial de la aldea. Esta iglesia se mantuvo como ermita desde la unión de Toral con Merayo, hasta que en 1860 fue abandonada.
La historia de los pueblos de Toral y Merayo discurriría en paralelo, separados, como pueblos pertenecientes al alfoz de Ponferrada, y por tanto bajo los dominios de su señor o tenente (la corona, los templarios, la familia Castro, y el conde de Lemos, según el momento), hasta que a finales del siglo XV los Reyes Católicos recuperan Ponferrada y su alfoz para la monarquía. Precisamente en estos momentos se produce la unión de Toral y Merayo, que aprovechan para convertirse en ayuntamiento. Desde este momento se configura la población como la conocemos en la actualidad, siendo en varias épocas de la historia ayuntamiento, y en otras tantas ocasiones anexionada a Ponferrada, situación en la que permanece desde el siglo XIX.

## Lugares de interés
- Puente Medieval
- Ermita del Santo Cristo del Nogaledo
- Iglesia neoclásica de El Salvador
- Iglesia mozárabe de San Salvador (ruinas) Ermita de San Salvador

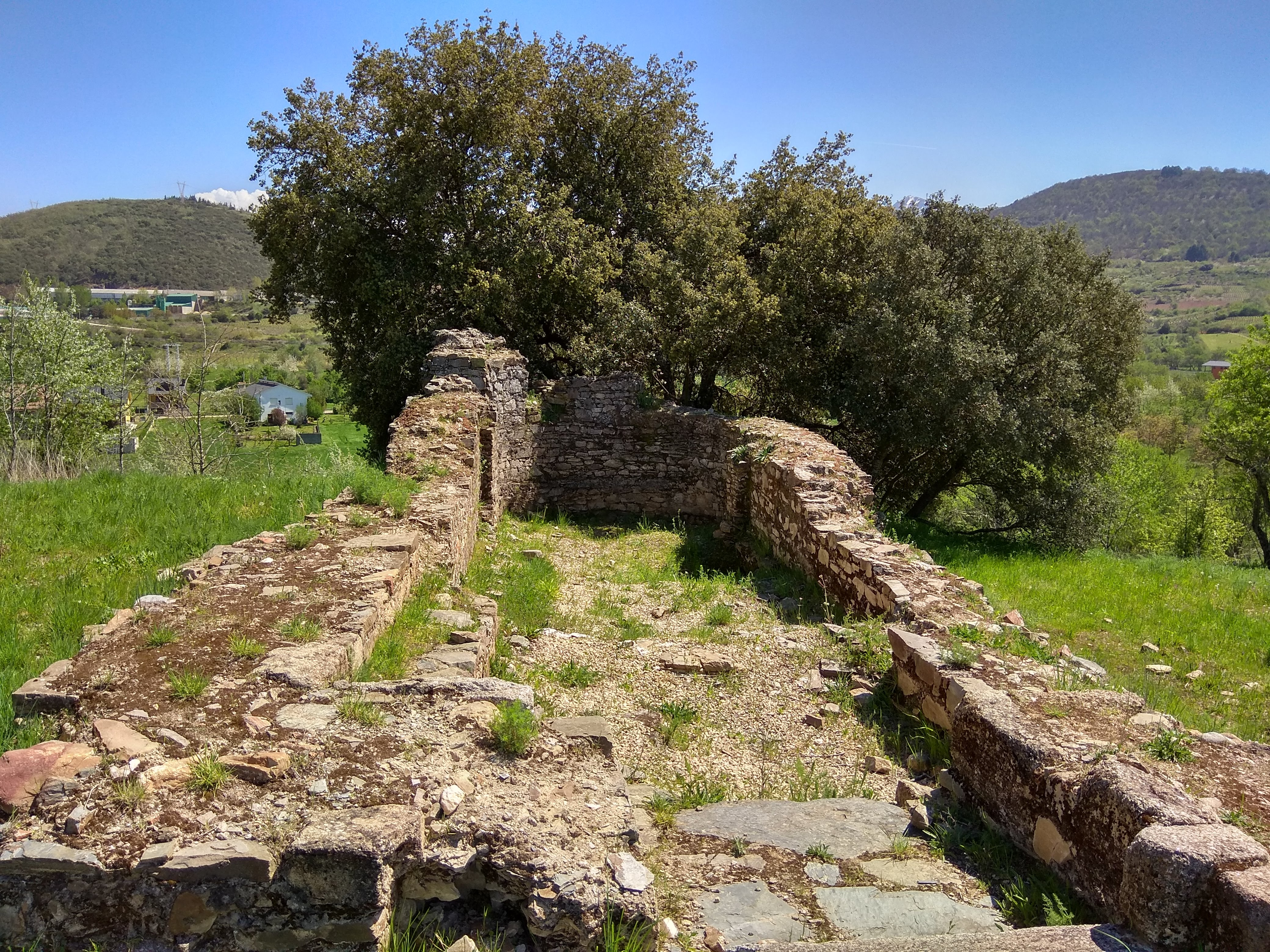
Ermita de San Salvador

## Geografía humana

### Demografía
| Gráfica de evolución demográfica de Toral de Merayo entre 1857 y 1860 |
| |
| Población de derecho según los censos de población del INE Población de hecho según los censos de población del INEEntre el censo de 1877 y el anterior, este municipio desaparece porque se integra en el municipio 24115 (Ponferrada) Entre el censo de 1857 y el anterior, aparece este municipio porque se segrega del municipio 24115 (Ponferrada) |

| 2012 | 2013 | 2014 | 2015 | 2016 | 2017 | 2018 | 2019 | 2020 | 2021 |
| 554  | 544  | 530  | 526  | 522  | 507  | 500  | 499  | 507  | 507  |

## Transporte
Está comunicado con Ponferrada mediante la línea 2 del SMT.